# Chiesa dei Santi Maria Assunta e Cassiano
La chiesa dei Santi Maria Assunta e Cassiano è il principale edificio sacro di Cordignano, in provincia di Treviso e diocesi di Vittorio Veneto; fa parte della forania Pedemontana.

## Storia
L'attuale chiesa arcipretale sostituisce un importante tempio che era sorto a Cordignano, allora chiamato San Cassiano del Meschio, tra VII e VIII secolo (epoca longobarda); a Cordignano sono anticamente affiliate le parrocchie di Caneva, Godega di Sant'Urbano, Orsago, Pinidello, Rugolo, Sarmede, Stevenà.
L'edificio oggi esistente è stato edificato tra il 1606 e il 1628 in luogo di un antico oratorio dedicato a San Cassiano, a cui l'attuale chiesa è consacrata, assieme a Santa Maria Assunta. L'edificio fu consacrato il 22 marzo 1635.
Appartenuta per molti secoli al patriarcato di Aquileia, la chiesa nel 1818 passò alla diocesi di Ceneda. Era una delle quattro parrocchie che Callisto Patriarca di Aquileia si riservava per il passaggio verso la reggia longobarda di Pavia.

## Descrizione

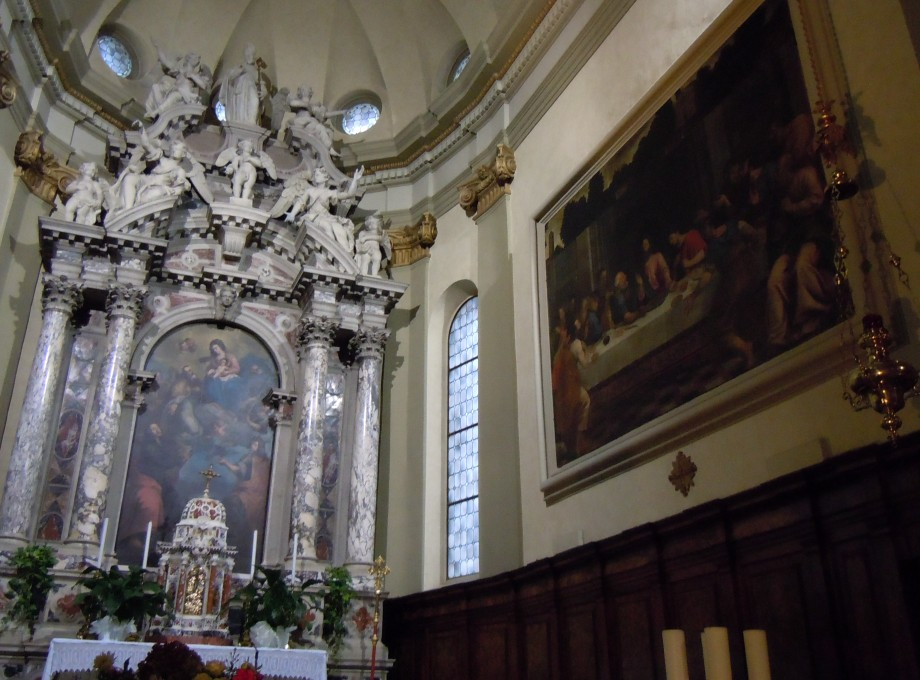
Altar maggiore con le pale di Silvestro Arnosti e Marco Vecellio

La facciata a capanna della chiesa di Cordignano si mostra tripartita da coppie di lesene di ordine ionico, terminanti nell'architrave sovrastata da frontone dentellato, sui cui tre angoli poggiano tre statue.
La parte centrale ospita il portale rettangolare con timpano spezzato e sopra una nicchia contenente una statua d'angelo.
Le parti laterali hanno, a livello del portale centrale, due nicchie contenenti sculture di santi, e sopra due monofore sviluppate in altezza.
Ai lati della chiesa sono poste due importanti sporgenze a pianta circolare, corrispondenti alle due cappelle laterali.
Nella cappella di sinistra vi è un altare ligneo (cirmolo) eseguito dai fratelli Ghirlanduzzi di Ceneda nel 1648.
A sinistra della chiesa, da essa separato dalla strada, sorge l'alto campanile, eretto nel primo Novecento in seguito al terremoto del 1936, la cui cella campanaria è aperta da una sola grande apertura per lato, dotata di balaustrina e sovrastata da timpano.

### Interni

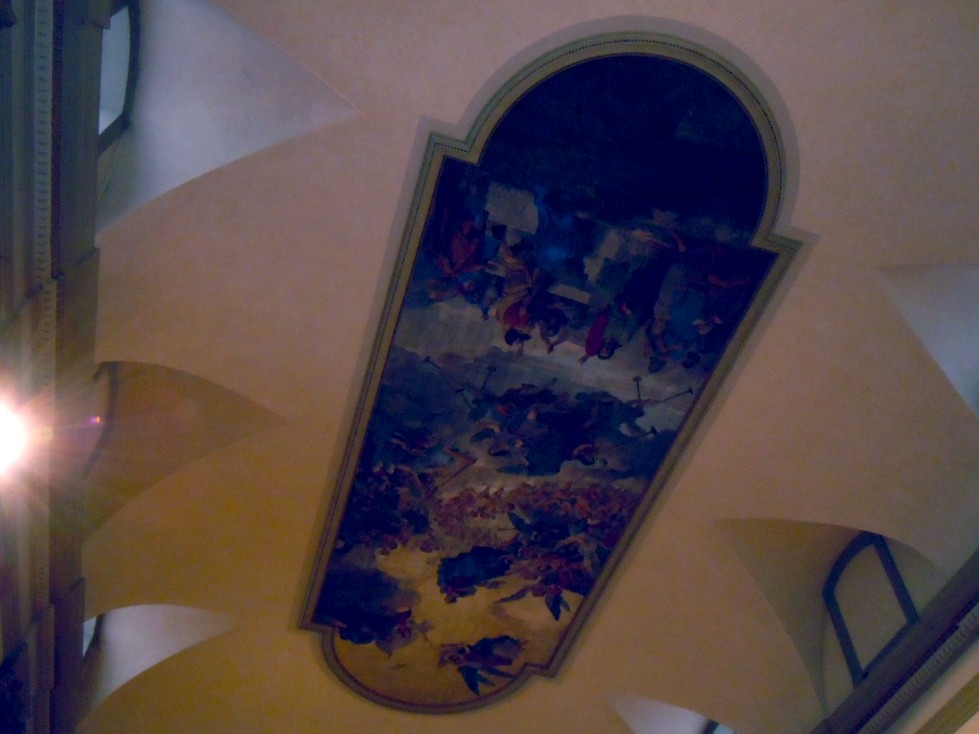
Il soffitto affrescato da De Min

Internamente la chiesa di Cordignano è ad una sola grande navata in stile barocco. Ad essa sono addossati tre altari minori per lato, tra il primo e il secondo dei quali si apre una cappella.
Molte sono le opere pittoriche di valore: sull'altare maggiore sono poste la pala d'altare di Silvestro Arnosti, Madonna in trono e santi, la tela di Angelo Lion, Il miracolo dell'Ostia, e quella di Marco Vecellio, Ultima cena; sul soffitto l'affresco di Giovanni De Min, Le tre virtù teologali.
La navata è sovrastata da un altro grande affresco di De Min, rappresentante l'Assunzione della Vergine. Tra le opere degli altari laterali vanno segnalate particolarmente quella di Palma il Giovane, San Paterniano che visita gli appestati, e il Battesimo di Gesù dipinto da Domenico Tintoretto.